# Пик, Каролина
Каролина Пик (чеш. Karolína Peake, род. 10 октября 1975 года, Прага) — чешский государственный деятель, заместитель премьер-министра Чешской Республики в период с 2011 по 2013 годы, бывший министр обороны Чешской Республики при президенте Вацлаве Клаусе (12 — 20 декабря 2012 года.)

## Биография
Родилась 10 октября 1975 года в Праге. Обучалась в англоязычной гимназии, в 1999 году окончила юридический факультет Пражского университета.

### Политическая карьера
В 2010 году Каролина была избрана депутатом чешского национального парламента от партии «Дела общественные», занимала пост руководителем парламентской фракции этой партии.
В период с 1 июля 2011 года указом президента Чехии была назначена вице-премьером правительства Чехии, координатором законодательных инициатив правительства.
В 1997—1998 годах была членом Гражданской демократической партии, затем партии «Дела общественные» (2007—2012).
На учредительном съезде новой партии LIDEM (либеральные демократы) 3 ноября 2012 года была официально избрана председателем партии.

### Министр обороны
12 декабря 2012 года Пик была назначена на должность министра обороны Чешской Республики вместо подавшего в отставку Александра Вондры.
Премьер — министр Петр Нечас заявил о своей полной уверенности в том, что ей хватит опыта и квалификации для управления оборонным ведомством.

### Отставка
20 декабря 2012 года Каролина была уволена с ранее занимаемого поста.
Причиной были названы серьезные чистки в высшем генералитете страны, неугодные высшим военным чинам.
В первые три дня работы она уволила бывшего начальника генерального штаба и своего первого заместителя генерала Властимила Пицека, а также начальника отдела снабжения Павла Буланта и начальника кабинета министров Франтишка Шульца.
Премьер — министр Нечас счел подобные решения огульными и потребовал объяснений от Пик.
В тот же день она была освобождена от должности, тем самым установив новый рекорд среди министров правительства Чехии, занимавших высокие посты на протяжении короткого периода времени, опередив Хелену Тржештикову, которая в 2007 году в течение 17 дней была на должности министра культуры.

## Личная жизнь
В настоящее время Каролина состоит в браке с Чарльзом Пик — австралийцем чешско-китайского происхождения.
У них есть двое детей — Себастьян и Теодор.

## Модельная карьера
Через несколько лет после увольнения из Минобороны Каролина Пик приняла участие в нескольких модельных фотоссесиях в купальнике для одного из популярных местных мужских журналов совместно с другими девушками — политиками Чехии.